# Лю Ян (гімнаст)
Лю Ян (спрощ.: 刘洋; кит. трад.: 劉洋; піньїнь: Liú Yáng, 10 вересня 1994) — китайський гімнаст, олімпійський чемпіон 2020 року, бронзовий призер Олімпійських ігор 2016 року. На чемпіонаті світу 2014 року виборов дві золоті нагороди: в командній першості та вправах на кільцях.

#### 2018-2021
Відбір на Олімпійські ігри 2020 у Токіо, Японія, здійснював через серію етапів кубка світу, де після впевненої перемоги в Котбусі (2018 та 2019) та Мельбурні набрав максимальну суму очок (90) та розглядався основним претендентом на олімпійську ліцензію. Однак, на останньому етапі в Досі, де Лю участь не брав, грецький гімнаст Елефтеріос Петруніас не лиш здобув третю перемогу, але й набрав більшу суму балів за три етапи, випередивши Лю на 0,167 бала та позбавивши його особистої ліцензії. 
Після чемпіонату Китая та олімпійських випробовувань тренерським штабом було надано неіменну олімпійську ліцензію з Китая Лю Яну.

## Результати на турнірах
| Рік  | Змагання                         | КБ  | ІБ | Вільні вправи | Кінь | Кільця | Опорний стрибок | Паралельні бруси | Перекладина |
| ---- | -------------------------------- | --- | -- | ------------- | ---- | ------ | --------------- | ---------------- | ----------- |
| 2013 | Чемпіонат світу                  |     |    |               |      | 4      |                 |                  |             |
| 2014 | Чемпіонат світу                  | 1   |    |               |      | 1      |                 |                  |             |
| 2015 | Чемпіонат світу                  | 3   |    |               |      | 3      |                 |                  |             |
| 2016 | Олімпійські ігри                 | 3   |    |               |      | 4      |                 |                  |             |
| 2017 | Чемпіонат світу                  | Н/Д |    |               |      | 3      |                 |                  |             |
| 2018 | Кубок світу. Котбус              |     |    |               |      | 1      |                 |                  |             |
| 2019 | Кубок світу.Мельбурн             |     |    |               |      | 1      |                 |                  |             |
| 2019 | Кубок світу.Котбус               |     |    |               |      | 1      |                 |                  |             |
| 2020 | Кубок світу. Баку                |     |    |               |      | 2      |                 |                  |             |
| 2020 | Чемпіонат Китаю                  | 4   |    |               |      | 1      | 5               |                  |             |
| 2021 | Чемпіонат Китаю                  | 2   |    |               |      | 1      | 3               |                  |             |
| 2021 | Олімпійське випробовування Китаю |     |    |               |      | 1      |                 |                  |             |
| 2021 | Олімпійські ігри                 |     |    |               |      | 1      |                 |                  |             |
| 2023 | Чемпіонат світу                  | 2   |    |               |      | 1      |                 |                  |             |
| 2024 | Олімпійські ігри                 | 2   |    |               |      | 1      |                 |                  |             |

## Виступи на Олімпіадах
| Олімпіада | Дисципліна        | Місце |
| --------- | ----------------- | ----- |
| Ріо 2016  | командна першість | 3     |
| Ріо 2016  | кільця            | 4     |